# كفر وهب
كفر وهب إحدى قرى مركز قويسنا التابع لمحافظة المنوفية في جمهورية مصر العربية. اختارتها منظمة الأمم المتحدة للتربية والثقافة والعلوم (يونيسكو) كأفضل قرية نموذجية في العالم لشهر أبريل 2013 م.

## السكان
بلغ عدد سكان كفر وهب 1,499 نسمة، حسب الإحصاء الرسمي لعام 2006.